# (12008) Кэндруп
(12008) Кэндруп (англ. Kandrup) — астероид, относящийся к группе астероидов, пересекающих орбиту Марса, который был открыт 11 октября 1996 года американским астрономом Тимоти Спаром в обсерватории Каталина и назван в честь американского астрофизика Генри Кэндрупа. 

Орбита астероида Кэндруп и его положение в Солнечной системе